# Deryk Ramos
Deryk Evandro Ramos (Limeira, 14 giugno 1994) è un cestista brasiliano.

## Carriera
Con il Brasile ha disputato i Campionati americani del 2015.